# José Manuel Vásquez
José Manuel Vásquez Arangurén (San Fernando de Apure, estado Apure, Venezuela, 3 de septiembre de 1972) es un político, contador público y deportista venezolano, actual gobernador del Estado Guárico por el Partido Socialista Unido de Venezuela (PSUV).  Fue alcalde del municipio Esteros de Camaguán en tres períodos consecutivos electo y reelecto respectivamente (2004-2008, 2008-2013, 2013-2017). En 2017 fue elegido gobernador del estado Guárico. Es actualmente Presidente de la Federación Venezolana de Voleibol (FVV).  Su trayectoria lo vincula tanto a la gestión gubernamental a nivel regional como a la administración y promoción del deporte del voleibol en sus diversas modalidades a nivel nacional.

## Biografía
José Manuel Vásquez Aranguren nació el 3 de septiembre de 1972. Su madre, de la población de Camaguán, en el estado Guárico, se trasladó hacía San Fernando de Apure, que queda aproximadamente 20 minutos, para darle a luz, puesto que en su pueblo no habían disponible hospitales o centros de salud para tratar el parto.
Luego de nacer, se trasladaron nuevamente a Camaguán, dónde se crío y tuvo su infancia. Sin embargo, en su partida de nacimiento está San Fernando de Apure como su lugar de nacimiento.
Vásquez está casado con Fabiola de Córdova. Vásquez es licenciado en Contaduría Pública egresado de la Universidad de Carabobo (UC). Después de ser un destacado atleta en la disciplina de voleibol, es designado Presidente del Instituto Regional de Deportes del estado Guárico, durante el mandato del gobernador Eduardo Manuitt (PPT).

### Carrera política
Vásquez ingresa en la política siendo elegido alcalde del Municipio Camaguán, de Guárico por el partido oficialista, Patria Para Todos obteniendo 4.624 votos (72,80%), frente al candidato de Acción Democrática, Hassan Jarmakani. En las regionales de 2008, Vásquez logra la reelección con el 56,28% de los votos. Para las elecciones municipales de 2013, se convierte nuevamente en candidato a la reelección, logrando el 58,77% de los votos, frente al candidato de la Mesa de la Unidad Democrática, Hassan Jarmakani.
En 2017 es elegido como el candidato del Partido Socialista Unido de Venezuela (PSUV), con el apoyo Gran Polo Patriótico Simón Bolívar (GPPSB). El 25 de septiembre de 2017, inaugura su comando de campaña en la ciudad de Valle de la Pascua, donde asistieron varios trabajadores públicos, entre ellos los de Corpoelec-Guárico, entregando la alcaldía a Jhonder Simanca. En las elecciones regionales de 2017, llevadas a cabo el 15 de octubre de ese año, Vásquez logra la gobernación con 206.774 (61,77%), frente al candidato de Acción Democrática, Pedro Loreto, quien obtuvo el 37,29%.
En las elecciones regionales de 2021, Vásquez se postuló a la reelección, y compitió con Octavio Orta, por la coalición opositora Alianza Democrática, y Yovanny Salazar, de la Mesa de la Unidad Democrática (MUD). Vásquez resultó ganador con 118.469 votos (46,95%), mientras que Orta quedó de segundo lugar con 95.457 votos (37,83%), y Salazar de tercer lugar con 30.712 votos (12,17%). Cabe resaltar que, si las candidaturas de Orta y Salazar se hubiesen fusionado, pudieron haber vencido a Vásquez, ya que al sumar sus votos, la cantidad resultante era más que la del candidato del PSUV.